# トイトブルク森の戦い

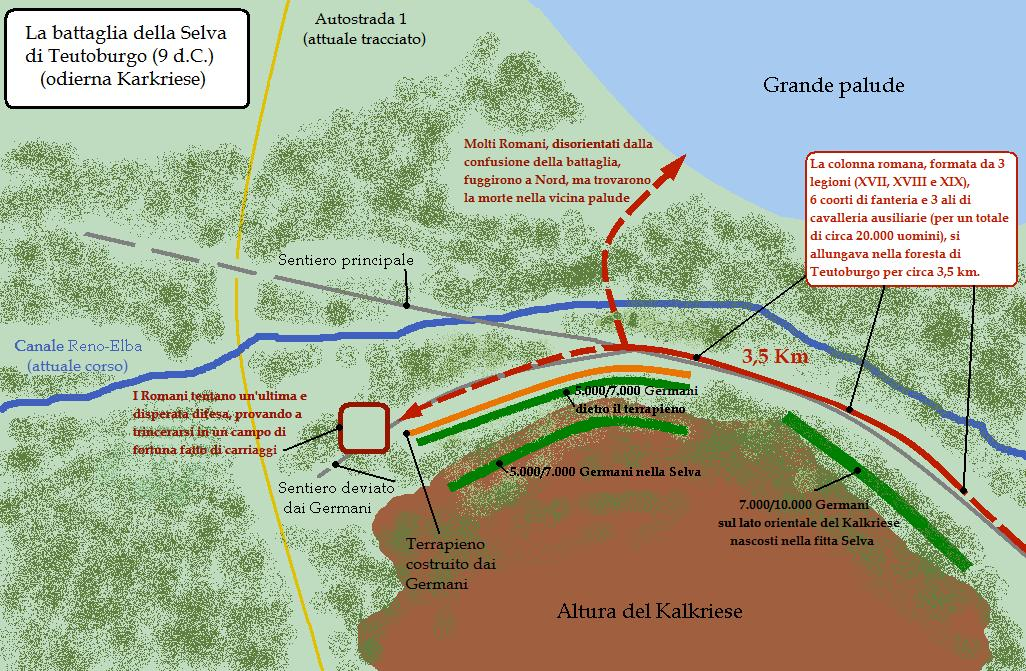
トイトブルク森の戦い・要図

トイトブルク森の戦い（トイトブルクもりのたたかい、羅: Clades Variana、ドイツ語: Schlacht im Teutoburger Wald）は、紀元9年にゲルマン系ケルスキ族の族長アルミニウスに率いられたゲルマン諸部族軍とローマ帝国の間で行われた戦いである。ゲルマン諸部族はゲルマニア総督（ライン方面総司令官）の配下のローマ軍団をほぼ全滅させた。トイトブルクの森の戦い、トイトブルクの戦いとも称される。なおドイツ語ではローマ軍総司令官の名を取ってウァルスの戦いと呼ばれる。
2009年、戦闘2000周年を迎えたドイツでは戦場跡で記念式典が行われた。

## 概要
ローマ軍の総司令官はプブリウス・クィンクティリウス・ウァルスであった。彼は由緒正しい家柄の貴族であり、
7年にゲルマニア総督に就任した。ちなみにウァルスは最初の妻については知られていないが、2番目の妻にアウグストゥス唯一の娘・大ユリアと再々婚したアグリッパの娘ウィプサニア・マルケッラ（母は大ユリアではない）、3番目の妻にアウグストゥスの姉・小オクタウィアの孫娘クラウディア・プルクラがおり、ユリウス・クラウディウス朝と縁戚関係にある人物であった。
ウァルスの軍は、3個ローマ軍団（第17軍団（en）、第18軍団（en）、第19軍団（en））と、アウクシリア（補助兵）6個大隊、同盟軍騎兵3個大隊から構成されていた。
ウァルスはこの地のゲルマン諸部族に貢ぎ物を求めるだけで、あえて征服しようとはしなかった。ケルスキ族他の諸部族はウァルスのこの平和主義をうまく利用し、戦争の準備ができるまでの時間稼ぎをした。機が熟すと遠方の部族がローマ帝国に対して反乱を起こした。ゲルマン人の一部族であるケルスキ族からの援助を取り付けたウァルスは、軍を組織してこれらの部族を討伐するための軍事行動を開始した。
ローマ軍が分け入った「トイトブルクの森」は、道も細く、辺りは沼沢地であった。さらに、天候は激しい嵐となっており、行軍するローマ軍の隊形は乱れ、組織的な行動ができなくなっていた。アルミニウスはローマ軍との正面衝突を避けて、森の中に兵を潜めると共にローマ軍へのゲリラ戦を仕掛けた。このような待ち伏せ攻撃は連日、繰り返し行われた。それでもローマ軍は一歩も引かなかったが、雨とともに続く襲撃によって一方的に殺戮され、およそ2万人のローマ軍兵士が死亡、ウァルスは自決した。
この敗北を聞いた皇帝アウグストゥスは、「ウァルスよ、我が軍団を返せ!」（Quintili Vare, legiones redde!）と宮殿の中を彷徨いながら叫んだといわれている。当時のローマ軍は国境線防衛に必要な数以上の常備軍を備えておらず、ウァルスの敗北はライン方面の軍団が消滅したことを意味した。このためウァルスの軍団の後背地にあたるガリアはゲルマン人侵攻の恐怖に包まれたといわれ、アウグストゥスは暴動が起こらないように戒厳令を実施した上で、各属州総督の任期を延長した。
10年、ゲルマニア総督としてティベリウスが派遣され、ガリアへのゲルマン人の脅威は退けられた。